# White Death
White Death est un jeu vidéo de type wargame créé par Al et Joseph Benincasa et développé et publié par Command Simulations sur Amiga en 1989. Il est plus tard porté sur IBM PC par Storm Computers et republié par RAW Entertainment aux États-Unis et par Internecine en Europe. Il s'agit d'une adaptation sur ordinateur du jeu de plateau White Death de Frank Chadwick, publié par GDW à la fin des années 1970,. Comme ce dernier il simule, à l’échelle opérationnelle, la bataille de Velikié Louki sur le front de l’Est de la Seconde Guerre mondiale. Lors de celle-ci, le général Maksim Pourkaïev dirige une offensive de l'Armée rouge contre la ville de Velikié Louki, dans l'ouest de l'URSS, alors tenue par les Allemands. Le joueur commande les forces allemandes ou soviétiques et affronte l'ordinateur ou un autre joueur, qui contrôle le camp adverse.

## Accueil
| White Death              |      |       |
| Média                    | Pays | Notes |
| Amiga User International | GB   | 34 %  |
| Raze                     | GB   | 70 %  |